# ホンダ・RA300
ホンダ・RA300（ホンダ・アールエーさんびゃく）は、ホンダが1967年のF1世界選手権用に開発したフォーミュラ1カー。1967年途中から1968年初めにかけて使用された。後述するようにローラ・カーズとの共同開発となったため、ローラ側の呼称としてローラ・T130とも呼ばれる。

## 概要

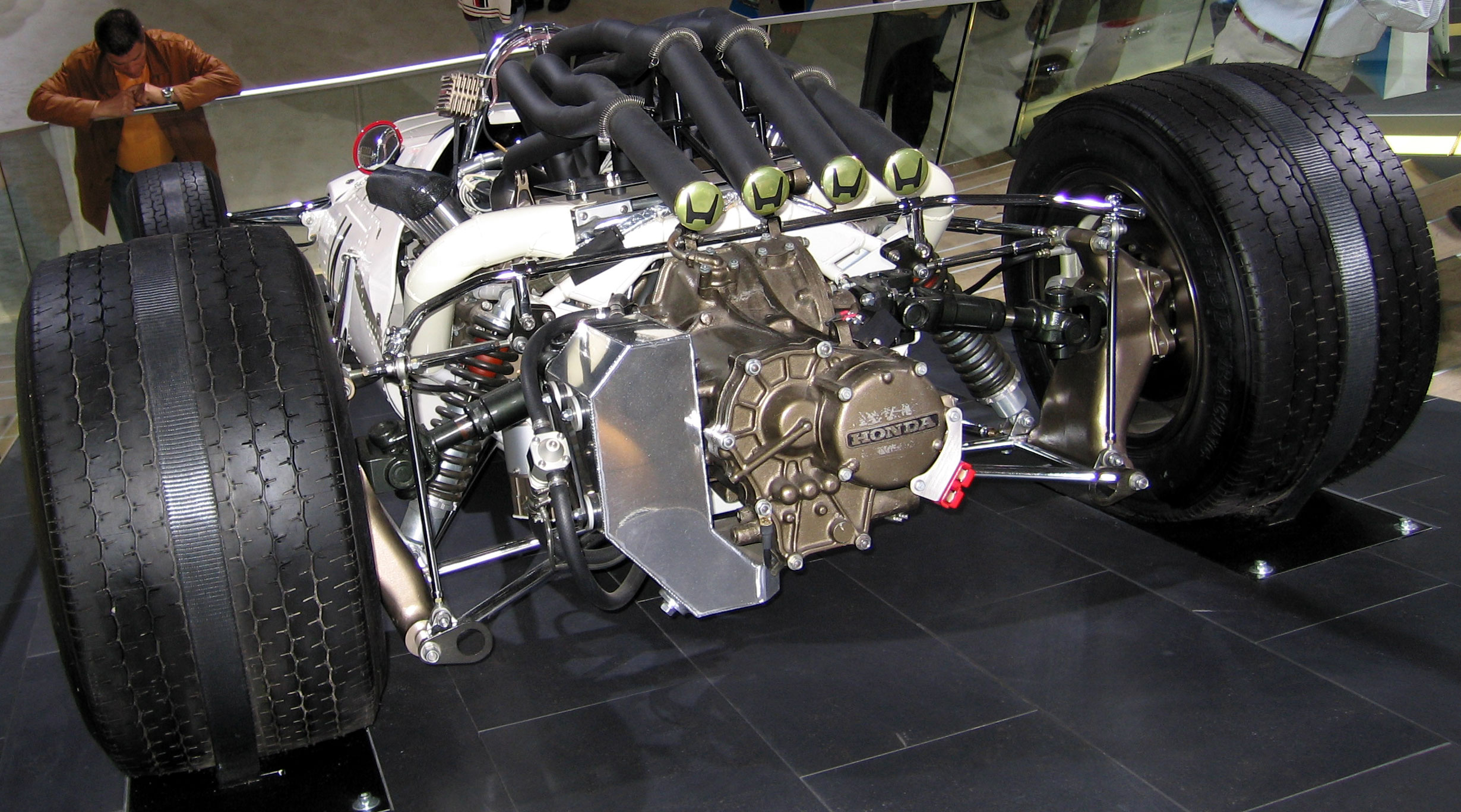
エンジン

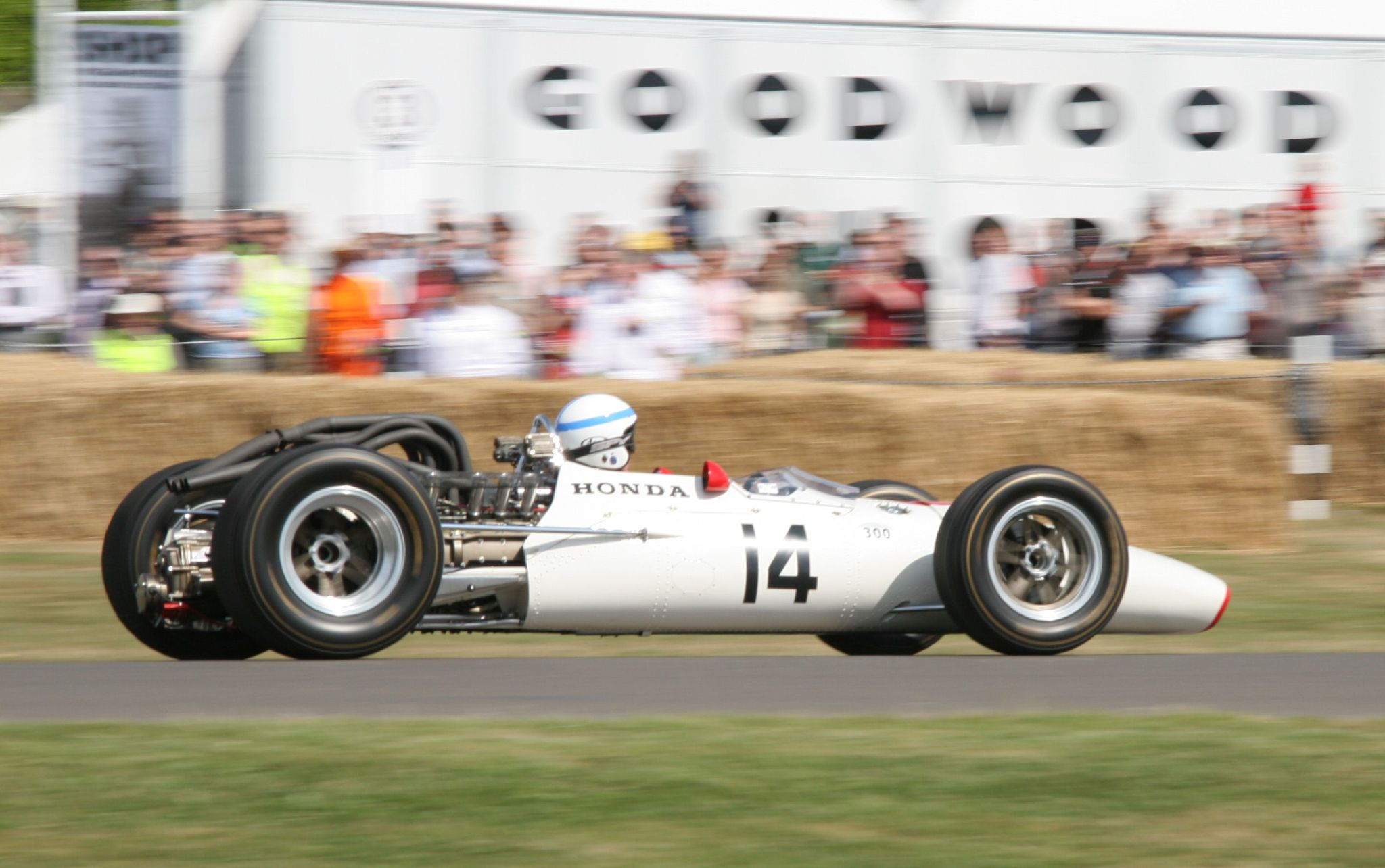
2006年グッドウッド・フェスティバル・オブ・スピード

ホンダは1966年に開発したRA273を1967年シーズンも継続使用したが、重量超過の問題で成績が振るわず、打開策を迫られた。そこで、シーズン中に新車を開発投入するという思い切った行動に出た。イギリスのローラと提携し、エリック・ブロードレイがインディカー（ローラ・T90）をベースとしたシャシーを設計。これにRA273と同じV12エンジンを搭載するという「日英合作」だった。作業はシーズン半ばの7月に始まり、6週間の突貫作業で実戦投入された。
この背景には、藤沢武夫の決定による本田技術研究所における市販車開発要員確保のため、F1担当人員が大きく削減されシャシー開発に人員を割けなくなったこと、さらにドライバーのジョン・サーティースが当時ローラの大株主であったため、ローラの協力を得やすい環境だったことが挙げられる。ローラのファクトリーで製作されたマシンは「ホンドーラ Hondola」とあだ名された。
ブロードレイの設計したRA300は自社製作のRA273よりもはるかに軽量で、ハンドリングも良好であった。車体単体でもRA273に比べ約70kgの軽量化を果たし、エンジン・ギアボックスのマグネシウム合金化による軽量化も加えた結果、車重は約610kgにまで削減された。ただしそれでも当時のレギュレーション上の最低重量（500kg）よりは100kg以上重く、ライバルに対しハンデを背負っている状況には変りなかった。
デビュー戦となったイタリアGPで優勝を果たした。サーティースはジム・クラークのロータス、ジャック・ブラバムのブラバムを最終ラップでリードし、クラークは燃料切れ、ブラバムはコースを膨らみサーティースが優勝した。しかしながら、RA300がトップを走ったのはこの最終ラップのみで、その後は勝利することは無かった。同シーズンの残りは最終戦メキシコで4位に入ったのみで、翌1968年には南アフリカで8位、スペインからはRA300とよく似た設計のRA301が投入された。しかしながら、状況を改善するには至らず、サーティースは12戦の内完走4度という結果であった。
48バルブのV型12気筒エンジン、RA273Eは1966年イタリアグランプリに初めて投入され、搭載車両のRA273はリッチー・ギンサーがドライブした。3速ギアで後輪を100mphの速度で回転させた。シリンダーは 78.0x52.2mm、排気量2,993.17cc、12,000rpmで400-440馬力の出力が目標であった。1967年になるとRA300に搭載され、イタリアGPでサーティースがドライブ、出力は396馬力であったが、トルクとレスポンスが改善されていた。
現在はツインリンクもてぎ内にあるホンダコレクションホールに14号車が動態保存されており、イベントなどでたまに走行している。

## F1における全成績
(key) （太字はポールポジション）
| 年     | チーム             | エンジン           | タイヤ | ドライバー           | 1   | 2   | 3   | 4   | 5   | 6   | 7   | 8   | 9   | 10  | 11  | 12  | ポイント | 順位 |
| ------ | ------------------ | ------------------ | ------ | -------------------- | --- | --- | --- | --- | --- | --- | --- | --- | --- | --- | --- | --- | -------- | ---- |
| 1967年 | ホンダ・レーシング | ホンダ RA273E, V12 | F      |                      | RSA | MON | NED | BEL | FRA | GBR | GER | CAN | ITA | USA | MEX |     | 20       | 4位  |
| 1967年 | ホンダ・レーシング | ホンダ RA273E, V12 | F      | ジョン・サーティース |     |     |     |     |     |     |     |     | 1   | Ret | 4   |     | 20       | 4位  |
| 1968年 | ホンダ・レーシング | ホンダ RA273E, V12 | F      |                      | RSA | ESP | MON | BEL | NED | FRA | GBR | GER | ITA | CAN | USA | MEX | 12       | 7位  |
| 1968年 | ホンダ・レーシング | ホンダ RA273E, V12 | F      | ジョン・サーティース | 8   |     |     |     |     |     |     |     |     |     |     |     | 12       | 7位  |

## 参照
1. ↑  『F1地上の夢』（海老沢泰久著、朝日新聞社、1992年）p.222
2. ↑  RA273によるポイントも含む。
3. ↑  RA301によるポイントも含む。